# Tuéjar
Tuéjar es un municipio y localidad española de la provincia de Valencia, en la Comunidad Valenciana. Pertenece a la comarca de Los Serranos y cuenta con una población de 1233 habitantes (INE 2024). Se trata de un municipio castellanohablante, en el que el castellano cuenta con el predominio lingüístico reconocido legalmente.

## Geografía

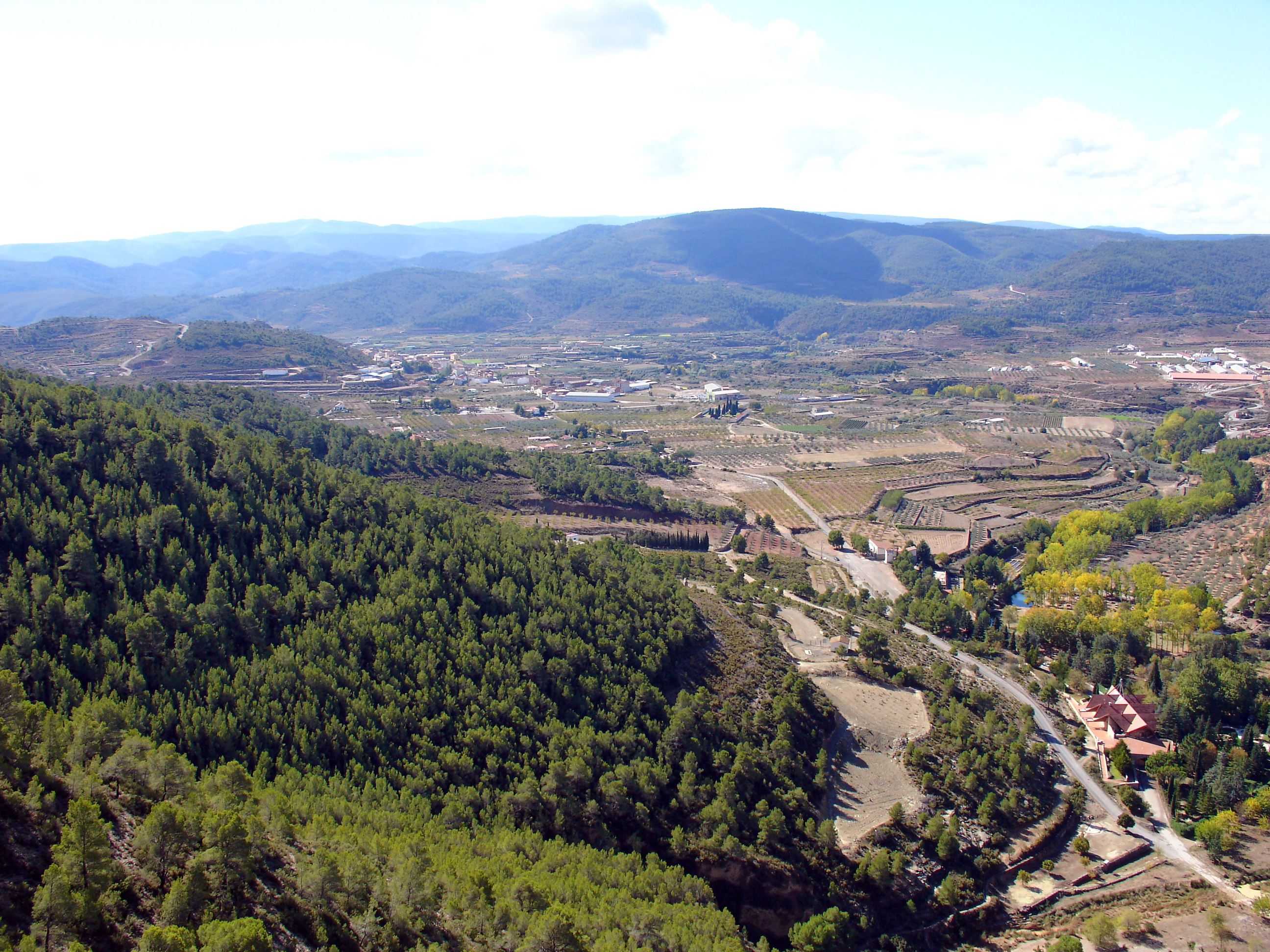
Paisaje en el municipio

Los montes de Tuéjar forman parte de las estribaciones secundarias de la cordillera Ibérica, que penetra en la provincia de Valencia a través de las de Cuenca y Teruel, dando lugar a una muy accidentada topografía. La parte comprendida en el margen izquierdo del río Turia, que representa casi las dos terceras partes de la superficie, está constituida por las estribaciones del macizo de Javalambre que penetra en la provincia de Valencia a través de las sierras de Tortajada y del Sabinar. La parte occidental, comprendida en la margen derecha del río Turia, está constituida por estribaciones de la Serranía de Cuenca. Se tiene acceso, desde Valencia, a través de la carretera provincial CV-35 y, desde Utiel, a través de la carretera CV-390.
Labrado en todas direcciones por innumerables barrancos este territorio es de los más accidentados de la provincia de Valencia; pero por eso mismo, uno de los más bellos, al estar surcado por dos ríos: el Turia y el Tuéjar, de cristalinas aguas que nutren suficientemente la fértil huerta tuejana. El pino carrasco ("pinus halepensis"), es la especie dominante de la flora de esta tierra, dentro del estrato arbóreo, aunque también se ven masas forestales de pino rodeno, pino laricio, álamo blanco, chopo negro, saúco, quejigo, y encinas. En cuanto a la fauna está integrada por multitud de especies como el zorro, jabalí, ciervo, muflón y todas aquellas que presenta la ganadería local.

### Picos característicos
- Montalbana: 931 m es un punto geodésico
- Buena Leche: 1021 m es un punto geodésico
- Mataparda: 850 m
- Pico del Rodeno: 930 m

### Localidades limítrofes
El término municipal de Tuéjar limita con las siguientes localidades: Alpuente, Aras de los Olmos, Titaguas, Chelva, Benagéber, y Sinarcas todas ellas de la provincia de Valencia. También limita con Santa Cruz de Moya y Talayuelas, estos dos últimos pertenecientes a la provincia de Cuenca, en Castilla-La Mancha.

## Historia

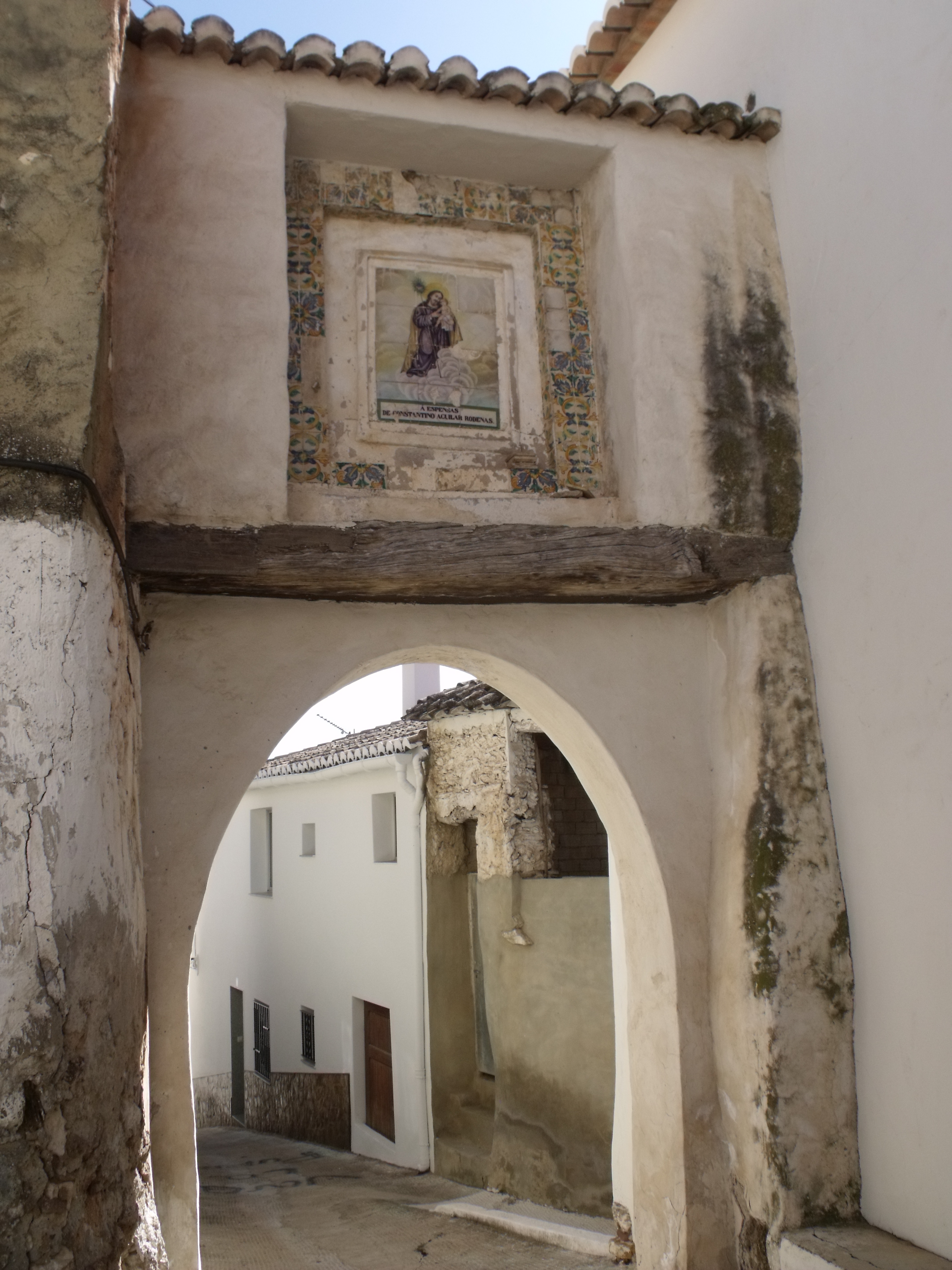
Portal de los Santos, vista de San Cristóbal

Aunque no es posible situar en el tiempo de una forma exacta el origen de esta población, está claro, según se desprende de los restos arqueológicos hallados por doquier, que por esta tierra han pasado todo tipo de pueblos o civilizaciones. Se han encontrado desde hachas de sílex hasta restos ibéricos, monedas romanas, cerámica árabe, etc. Podría decirse, teniendo en cuenta los más antiguos vestigios descubiertos, que los primeros asentamientos datan de la Edad del Bronce.

### Carta Puebla
Tuéjar adquiere su condición de pueblo mediante el otorgamiento de su Carta puebla por la viuda de Pedro de Jérica, señor feudal de estos territorios. Pedro IV de Aragón ordenó, en 1370, a Doña Buenaventura de Arbórea la repoblación de la zona con cristianos y no con moros, como ella pretendía. La repoblación estaba basada en la previa expulsión, que el rey había ordenado, de los moriscos "por los nefandos crímenes de lesa majestad" que estos habían cometido.
Como consecuencia de ello, se da la citada carta de población y, por lo tanto, a partir de entonces, Tuéjar es un lugar de cristianos viejos.
Extracto de la carta puebla:

«Pedro por la gracia de Dios Rey de Aragón, Valencia, Mallorca, Cerdeña y Córcega y Conde de Barcelona, del Rosellón y Cerdaña; a nuestra noble y querida Buenaventura de Arborea, esposa del noble en otro tiempo Pedro de Xérica, salud y cariño. Como según ha llegado recientemente a nuestros oídos, vos, empeñada en la repoblación de los castillos y lugares del río, queréis poner en ellos o enviar moros, sabiendo vos de antemano que dichos lugares, por mandato nuestro, fueron poco ha despoblados y vaciados de moros, por los nefandos crímenes, tanto de lesa majestad como otros que allí mismo se cometían por los moros que allí entonces los poblaban, frecuentemente hemos proveído que los castillos y lugares del dicho río se pueblen de cristianos y se mantengan los lugares de Chelva y Tuexa y los castillos y fortalezas de los mismos, tanto para aumento de la fe católica como para utilidad de la República del Reino de Valencia, y tanto más porque los referidos castillos están situados en la frontera del Reino de Castilla, por lo cual os decimos y mandamos que dichos lugares y castillos de Chelva y de Tuexa los pobléis con cristianos, al menos donde subsisten sus muros y fortalezas, cuando nos de ciencia cierta por las predichas causas lo proveamos y queramos.»

### Construcción de la presa del Azud

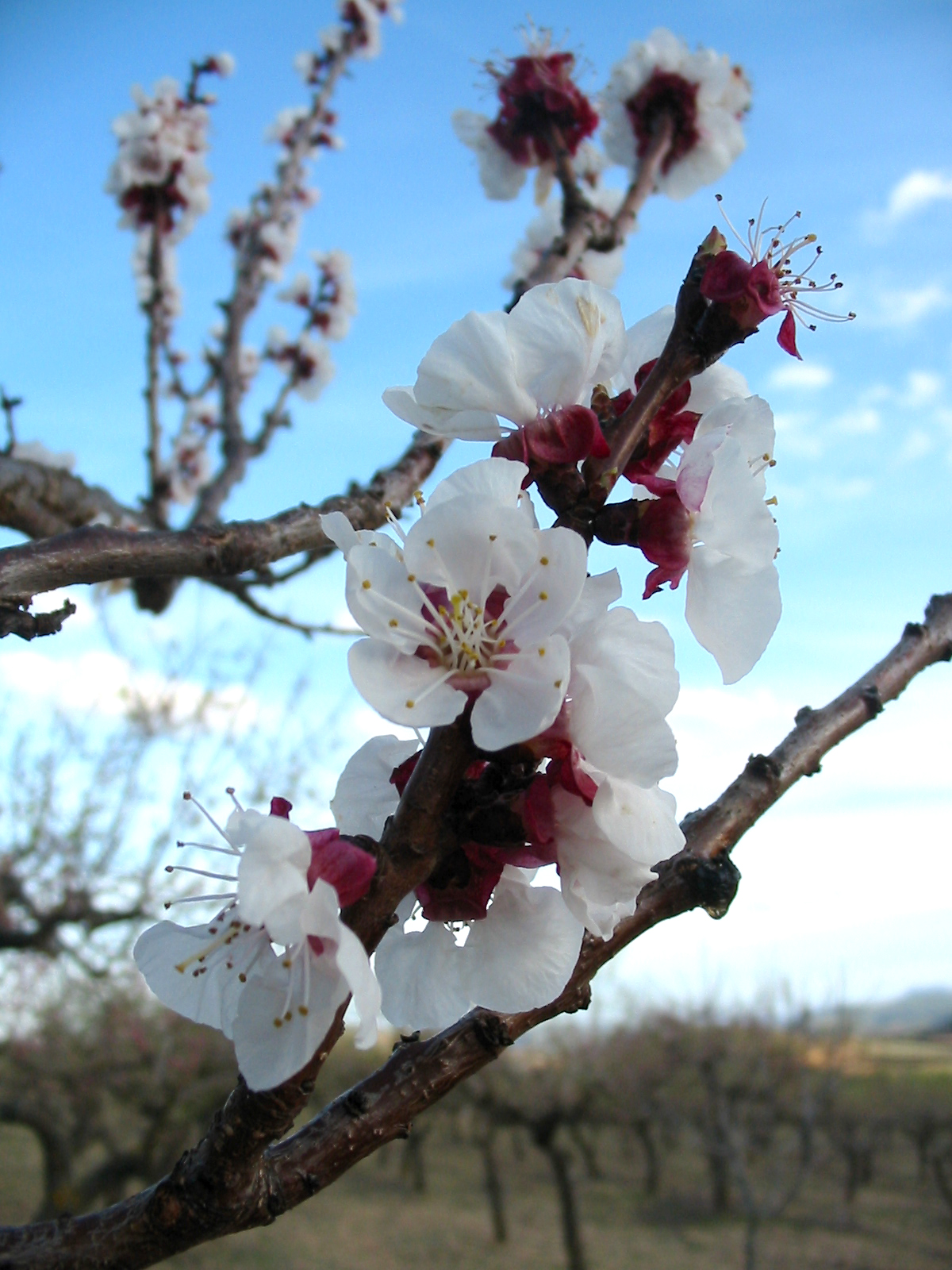
Almendro en flor

Según se recoge en Monografía sobre determinados particularidades históricas acaecidas después de la reconquista por el Rey Jaime I, en este pueblo de Tuéjar. Año 1957 del cronista oficial del reino Lisardo Molina Moreno:

«Hasta primeros del siglo XIX existía una presa formada con estacas y tablas para recoger y retener el agua de la acequia general del pueblo para riego de la huerta y demás usos del mismo, que con frecuencia y a la menor avenida de agua experimentaba rompimientos, quedándose hasta su nuevo arreglo sin tan importante elemento, con el perjuicio principalmente para el riego de la huerta, que cuando más necesario era, en la época de verano , estando pendientes las cosechas más importantes, se perdían por ello, con grave perjuicio para la economía local. Y no solamente este perjuicio sino también el que suponía el nuevo arreglo o renovación, por la gran porción de tablas y maderas, jornales y demás empleados en ello, que representaba una inversión de cantidades de consideración, con el agravante de que las cuentas reservadas para este fin del Azud y barranco de Canales estaban agotadas, excavando los productos que de éstos se obtenían.

En vista de ello, en II de agosto de 1803, por don Tomás García Prieto, en nombre del Consejo, Justicia y Regimiento de este pueblo, se elevó escrito al Real Consejo de Castilla, pidiendo autorización para construir una presa de cal y canto y piedra de sillería, cuyo importe se comprometían satisfacer, la mitad los vecinos y la otra mitad los dueños de la huerta. En 20 de agosto de 1804 se autorizó, construyéndose dicha presa en 1816.»

### Proyecto del Escudo Heráldico de Tuéjar
En el libro de fiestas mayores o "gordas" de 1980, aparece un artículo que reproduce el proyecto de escudo heráldico elaborado en los años 60 por el Ayuntamiento para la aprobación de su escudo municipal. El texto del mismo dice:

«Tuéjar, la antigua Tuexa, perteneció primeramente a don Pedro de Xérica y a su viuda, doña Buenaventura de Arbórea (familia de los Cerdeña). Esto se debe a que efectuado el “Repartiment” por el Rey Don Jaime I, correspondió al hijo natural de éste. Don Jaime I de Jérica, y en feudo las villas de Jérica y Toro, Eslida, Bes, Aín, Sueza, Fauzana y otras, añadiéndosele también a este estado el Valle de Chelva, integrado por los pueblos de Chelva, Tuéjar, Calles, Domeño, Loriguilla, Sinarcas, con Benagéber como alquería, pero con la condición de que si muriera dicho hijo con prioridad a su otro hermano natural por parte de padre y madre, don Pedro (los cuales se diferenciaban de las otras ramas de hermanos por el sobrenombre de Jérica), en virtud del derecho de sustitución le heredase en los dichos estados y viceversa, y extinta la rama, retornase este estado al real patrimonio.

O sea, que el primer señor territorial de Tuéjar es Don Jaime I de Jérica, siguiéndole sus descendientes Don Jaime II y Don Jaime III de Jérica. Este tuvo tres hijos: Don Jaime IV de Jérica, Juan Alfonso de Jérica y Pedro de Jérica. Con motivo de morir el primero de estos hijos antes de posesionarse de los estados, tocóle la sucesión a Juan Alfonso. Este murió sin descendencia, y por ello hubo de sucederle su hermano Don Pedro, obituado en 1372 y en representación de éste su hija doña Beatriz, por haberse agotado la línea de varón de dicha descendencia.
Don Pedro de Jérica matrimonió en Valencia con la señora doña Buenaventura de Arbórea, como dicho queda. Falleció, como también se ha indicado, sin descendencia varonil, dejando, en cambio, dos hembras. La mayor fue la citada doña Beatriz de Jérica, quien hubo de heredar estos estados en plan de que actuase de tutora, curadora y administradora de los mismos su madre, que era doña Buenaventura de Arbórea. Doña Buenaventura vendió los estados a don Ramón de Vilanova en 1380. Este señor lo era de Villanueva. Le sucedió su descendiente don Pedro Ladrón de Vilanova, que reunió los señoríos de Castalla, Manzanera y Chelva, y alcanzó el título de primer vizconde de Chelva. Tuvo un hijo, don Ramón Ladrón de Vilanova, casado con doña Elvira Pallás, de la Casa de los condes de Pallás, y siguió vínculo este estado a los Ladrón y Pallas, hasta que, ya en tiempos modernos pasa el vizcondado de Chelva a la Casa de Villahermosa.
Vemos, pues, que son dos linajes muy destacados en la historia de Chelva los de Jérica y Pallas, y a base de ello hemos formado el escudo que se propone para Tuéjar, y que es como a continuación pasamos a detallar.
En campo de oro, un águila exployada o imperial de sable, elementos estos tomados del blasón de los Pallás, linaje aragonés de probada nobleza en las órdenes de Santiago (1624), Montesa (1578 y 1601). Esta águila en el blasón de los Pallás va cargada con un escudete de oro con dos palos de azur, y aquí se ha preferido poner las armas de los Jerica, linaje valenciano, de la villa de su nombre, partido judicial de Viver (Castellón de la Plana, Valencia, Antiguo Reino) que es, en campo de oro, cuatro palos de gules, o sea las armas del Rey Don Jaime el Conquistador, que a los Jérica, por ser hijos suyos, les corresponden de pleno derecho.
Queda así compuesto un escudo, sencillo, elegante, siguiendo la tradición heráldica municipal española, en un solo campo o con figuras simples, y al mismo tiempo con solera. Y de este modo se sintetizan en original meditada composición, elementos de dos linajes tan importantes en la historia local de Tuéjar.

Y el todo va rematado por la corona de Señor, consistente en un ancho aro de oro esmaltado, con piedras preciosas, rodeado de una sarta de perlas en banda.»

El citado proyecto de escudo municipal se extiende con el significado heráldico de los elementos. El artículo añade al proyecto el blasón finalmente aprobado por el Consejo de Ministros el 23 de febrero de 1962, con las correcciones emitidas por la Real Academia de la Historia. El texto oficial, sin las erratas que aparecen en el artículo, y que se publicó en el BOE dice:

Escudo cortado. Primero, de oro, el águila exployada de sable (Jérica). Segundo, losanjeado de azur -cargado de escudetes de oro- y de oro.

El escudo finalmente utilizado por el Ayuntamiento va en realidad partido, esto es, dividido en sentido vertical, y no cortado, dividido horizontalmente; y el águila es bicéfala; va ornamentado con lambrequines; y aparece timbrado con una corona de caballero con tres perlas en lugar de la corona de señor.

Proyecto de escudo elaborado por el Ayuntamiento.
Escudo según el blasón oficial del BOE.
Escudo usado finalmente por el Ayuntamiento.

## Demografía
Tuéjar cuenta con una población de 1233 habitantes (INE 2024).
| Gráfica de evolución demográfica de Tuéjar entre 1842 y 2021                                                        |
| |
| Población de derecho según los censos de población del INE Población de hecho según los censos de población del INE |

## Economía

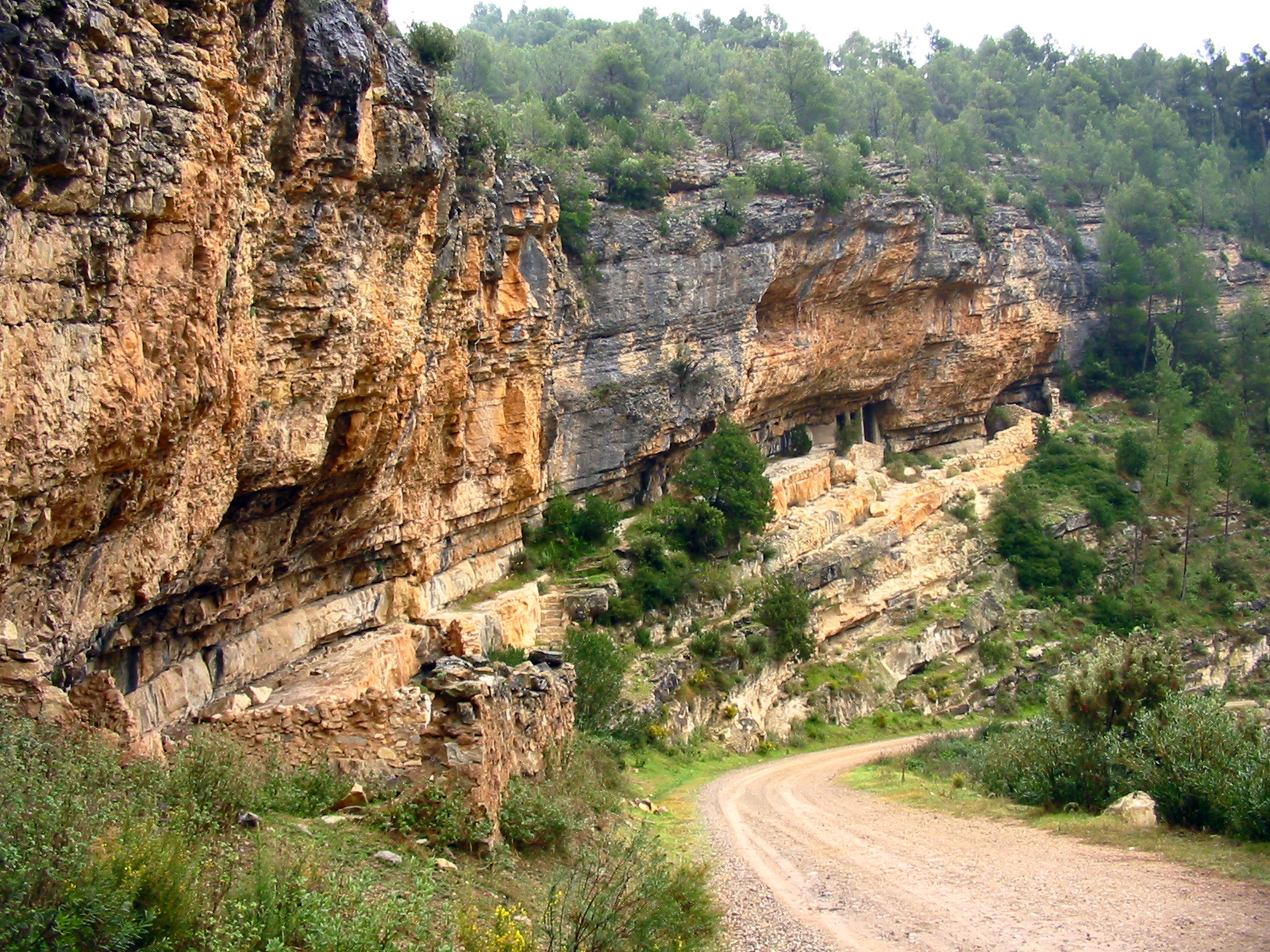
Paraje en Túejar

El esplendor de la huerta de Tuéjar se truncó en la década de los 80 del pasado siglo a causa de las caídas de precios de los productos agrícolas y está actualmente semiabandonada. En el secano, donde antes había grandes extensiones de viña, ahora son almendros y olivos los que se enseñorean del paisaje. Por tanto, la agricultura ha perdido importancia y se ha desarrollado la ganadería intensiva. Se calcula que hay unas 25.000 cabezas de ganado porcino repartidas en unas 40 explotaciones, y más de 150.000 aves en diversas granjas.

## Administración y política
| Periodo   | Nombre                          | Partido            |
| --------- | ------------------------------- | ------------------ |
| 1979-1983 | José Manuel Moreno Martínez     | Independiente      |
| 1983-1987 | Tomás Herrero Peñalver          | PSPV-PSOE          |
| 1987-1991 | Vicente Varea Moreno            | TUI                |
| 1991-1995 | José Llovera Ródenas            | PP                 |
| 1995-1999 | Delfín Martínez Dorce           | TIP                |
| 1999-2003 | Delfín Martínez Dorce           | PP                 |
| 2003-2007 | Francisco Javier Oltra Martínez | PP                 |
| 2007-2011 | Francisco Javier Oltra Martínez | PP                 |
| 2011-2015 | Francisco Javier Oltra Martínez | PP                 |
| 2015-2019 | Francisco Javier Oltra Martínez | PP                 |
| 2019-2023 | Josefina Herrero Peñalver       | Entre Todos Tuéjar |
| 2023-act. | Carlos Tarazón Illueca          | Entre Todos Tuéjar |

## Patrimonio

### Religioso

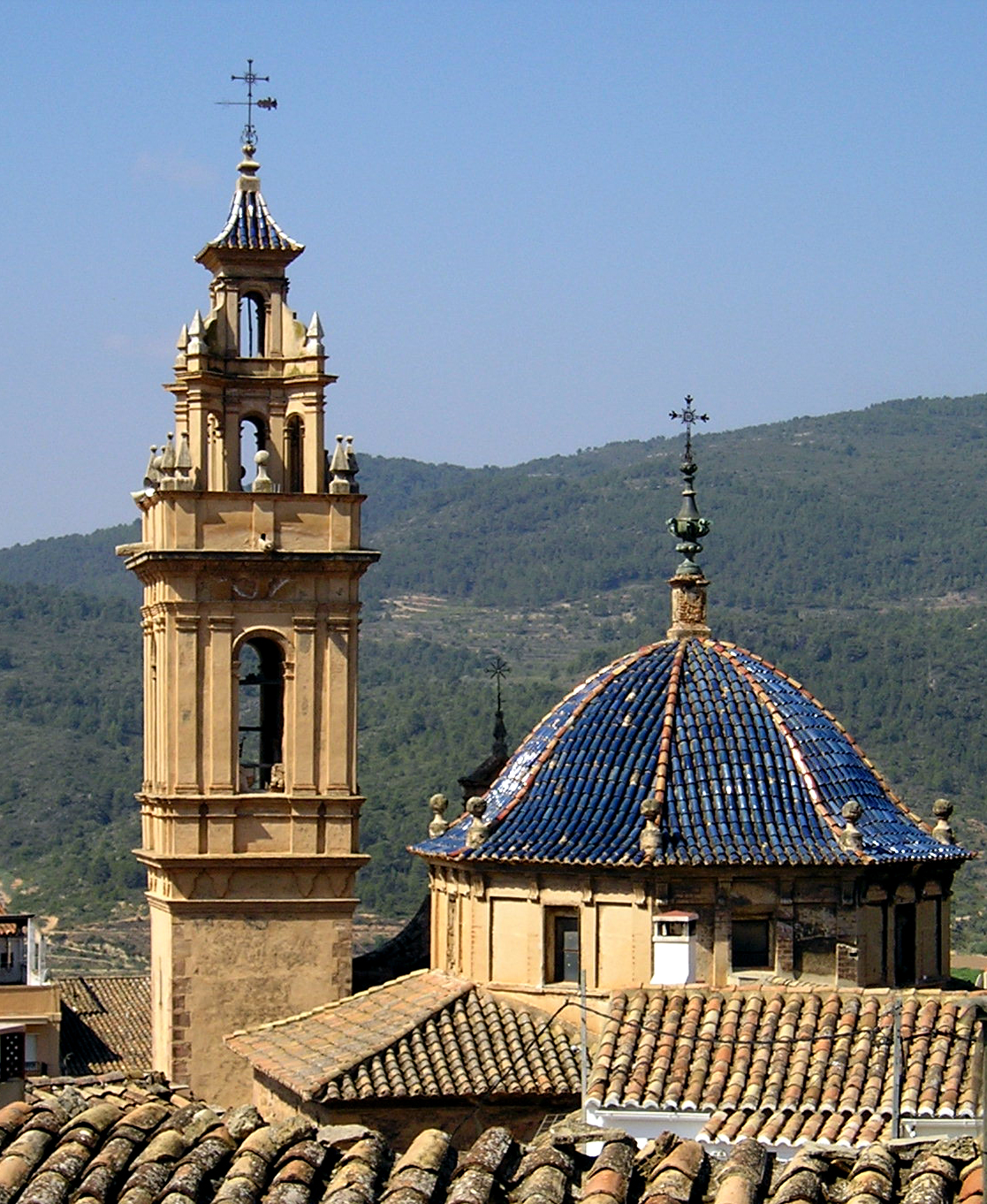
Vista de la iglesia de Nuestra Señora de los Ángeles

- Vista de la iglesia de Nuestra Señora de los ÁngelesIglesia parroquial de Nuestra Señora de los Ángeles. Declarada Monumento Histórico Artístico nacional. Construcción de la segunda mitad del siglo XVII, de estilo barroco, a la que se sube por una escalinata de piedra. La iglesia sigue los parámetros de diseño de Il Gesú de Roma de Vignola, iglesia matriz que utilizaron los jesuitas. La fachada del templo tiene de notable la portada, compuesta por dos columnas estriadas terminadas por capiteles que sostienen una cornisa. Más arriba, una airosa espadaña con su campanil. A la derecha está la hermosa y esbelta torre, de estilo neoclásico, que consta de tres cuerpos. El interior del templo está formado, por una bóveda de cañón y transepto no emergente, la bóveda descansa en contrafuertes, que dejan paso a las capillas laterales de menor altura e intercomunicadas, en el centro de la iglesia el tambor octogonal da paso a la cúpula a través de las pechinas, su cuidado diseño y semejanza al Il Gesú, recuerda los conocimientos sobre arquitectura italiana del arquitecto.
- Ermita de la Purísima Concepción. Dedicada a la Purísima Concepción, patrona del pueblo. Tiene la portada en arco y dos porches en los lados. El interior está compuesto por una nave de techo abovedado, sostenido por cuatro arcos de medio punto. Las noticias más antiguas que de la ermita se conocen datan de 1595.
- Ermita de San Juan y Santa Lucía.

### Civil

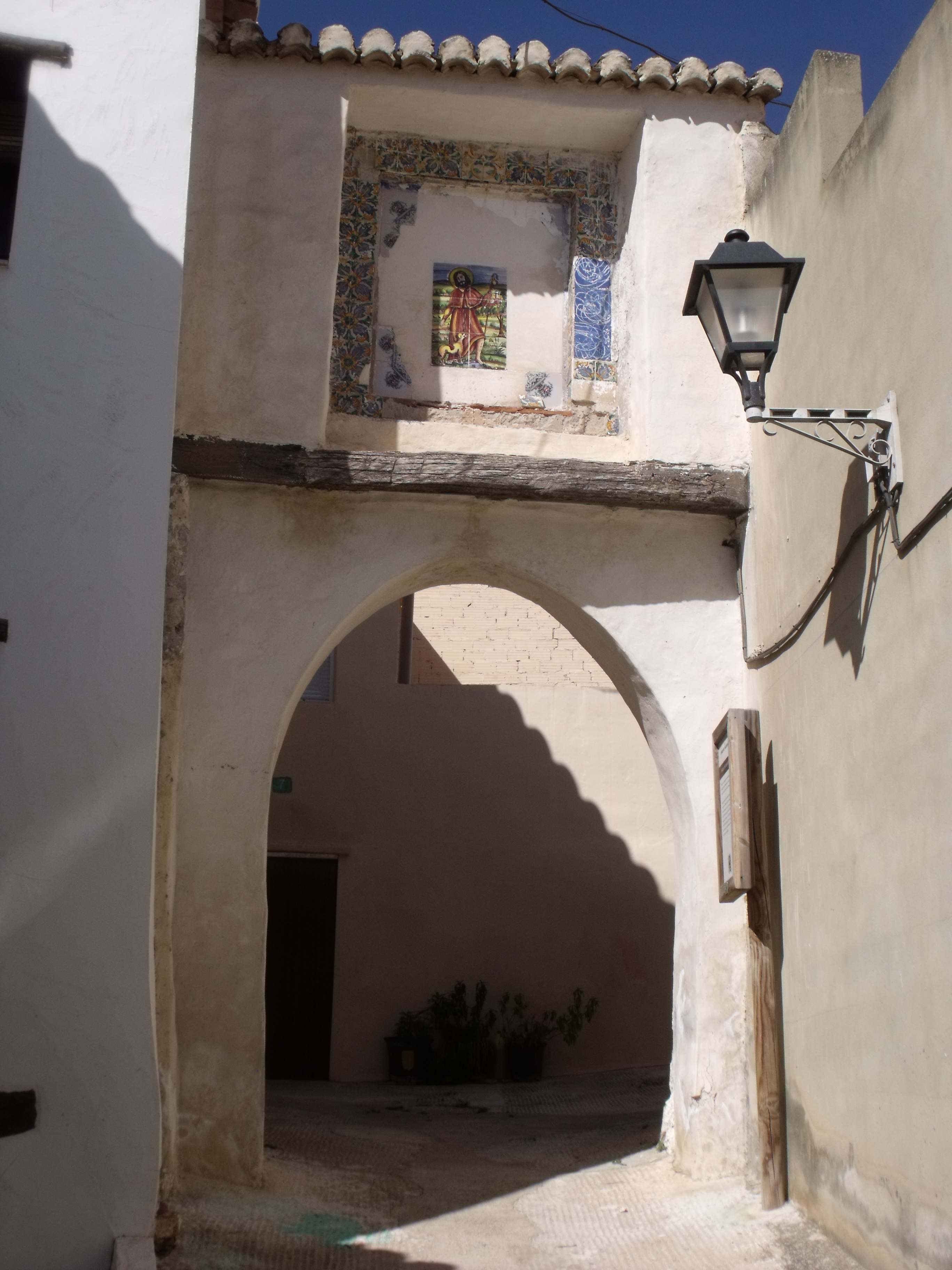
Portal de los Santos, vista de San Roque

- Pinturas rupestres. Las pinturas rupestres de los Corrales de Silla se encuentran en tres oquedades de escasa profundidad abiertas en la roca caliza de un potente banco estratificado.
- Recinto amurallado de Tuéjar.
- Acueducto de Peña Cortada.
- Portal de los Santos. Fue la principal puerta por la que se accedía a la medieval Tuexa, en aquellas épocas amurallada. Está situado en lo que es casco antiguo de la población.
- Ermita de San Cristóbal. La antigua ermita, hoy sin uso religioso, ha sido restaurada y la sala acoge exposiciones temporales y actos públicos. Situada en una pequeña colina, destaca por ser un lugar propicio para tener buena visibilidad del paisaje agrícola y del pueblo. Y cerca está una piedra plana llamada resbalador, lugar de entretenimiento de niños.

Fue utilizada como polvorín en las Guerras Carlistas. Fue también Hospital de campaña en la guerra carlista y hospital de enfermos contagiosos posteriormente.
- Puente Tudela. Ubicado a la salida del pueblo, a 500 m en dirección al embalse de Benagéber y paso obligado para llegar a Utiel desde Tuéjar. Construido en piedra destaca por su altura.

### Otros

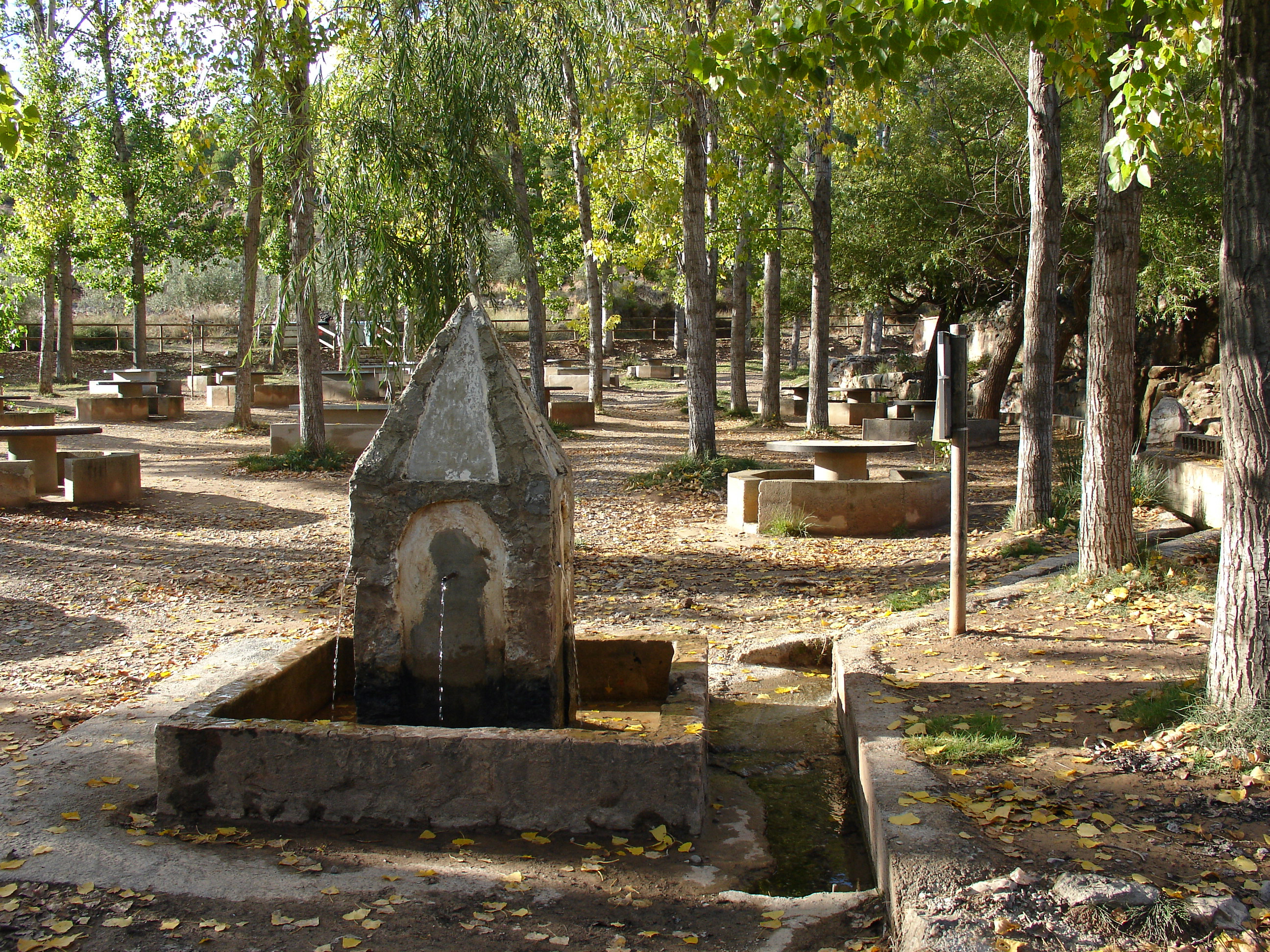
Merendero

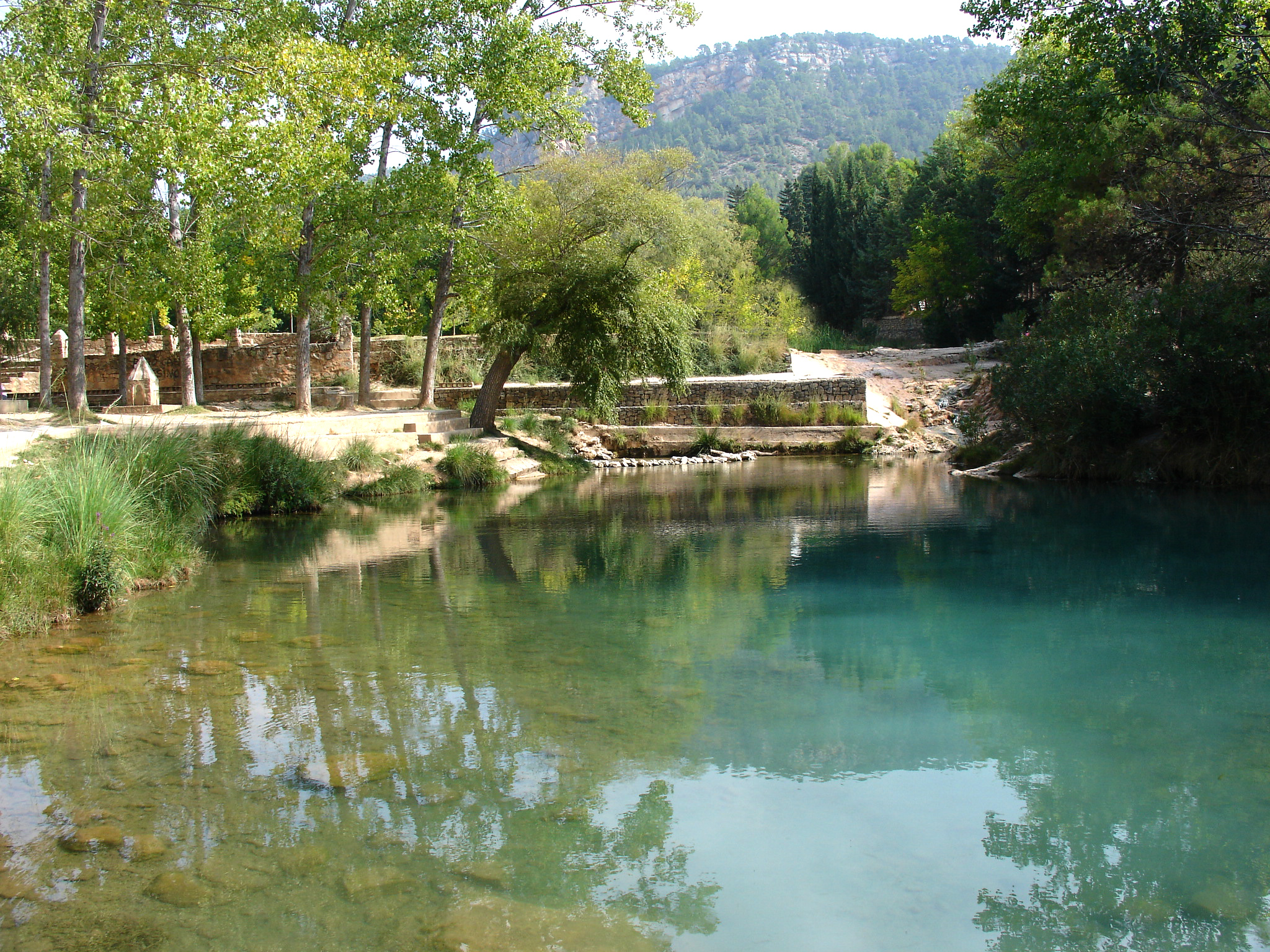
Azud

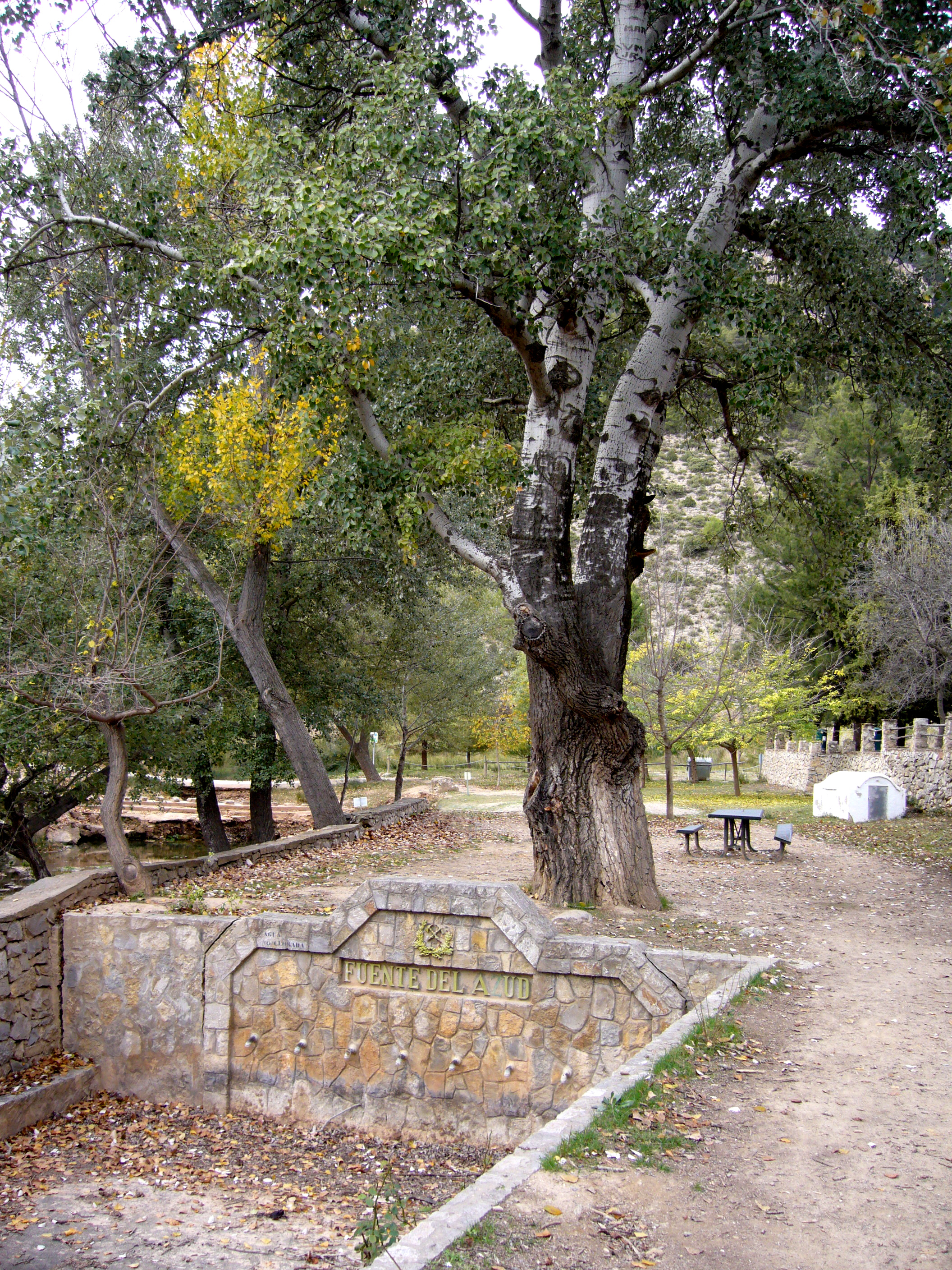
Fuente

- El Azud: área recreativa más famosa de Tuéjar. Muy cerca del pueblo tomando la carretera que nace desde el puesto de la Cruz Roja. Lugar del nacimiento del río Tuéjar, de aguas cristalinas todo el año y con un estupendo lago de aguas frescas y puras. En el paraje del Azud, además de merenderos y zonas de recreo, podemos encontrar a lo largo de su extenso recorrido, las pinturas rupestres de los Corrales de Silla, un antiguo invernadero de piedra de importante dimensión, el acceso a los barrancos del Fraile y de la Hoz, este último llamativo por el dibujo que ha dejado el agua en las rocas moldeándolas, y la curva llamada La Vuelta el Carro, que como su nombre indica, corrían cierto peligro los agricultores con sus carros por su proximidad a un precipicio y estrechez. Una vez llegado al área de Arquela, se dividen varios caminos, el camino principal de ellos nos llevará a la localidad chelvana de Ahillas.
- La Tartalona: camino del pantano de Benagéber en dirección al vado de Moya se encuentra este paraje de gran belleza. Antiguo camping de gran afluencia en la década de 1980, su privilegiado entorno y gran equipamiento hacía disfrutar de una magnífica estancia a sus visitantes. Contaba con estupendas instalaciones incluyendo una gran piscina, campo de baloncesto, merenderos, bar-restaurante, albergues y paelleros.
- Fuente de las Zazadillas: subiendo por la carretera hacia Titaguas un desvío indicado como "Zagra" nos lleva a esta fuente de agua fresca y cristalina. Sitio donde muchos Tuejanos llenan agua, cuenta con un paellero reformado recientemente y unas mesas con piedras de molino que aguantan impasibles el paso del tiempo, si bien debe reformarse sus techados de cañas que están muy deteriorados.
- Fuente el Saz: a la altura de la ermita y frente a ella, desciende un camino sinuoso hacia la fuente el Saz y a unos merenderos, además si se continua el camino hacia la derecha, acompañando el río Tuéjar se llega al Molino Marco, ya perteneciente al Azud. Muy cerca de la Fuente del Saz, encontramos el origen del Acueducto de Peña Cortada; un simple dique, saeptum, perpendicular a la corriente del río Tuéjar, que permite desviar agua directamente hacia el canal, specus, donde su tramo inicial está tallado en roca.
- Cascadas en Zagra o Bercolón: las cascadas de Zagra se encuentran a unos 10 km del pueblo, el río ha ido moldeando la roca creando una cueva y una poza de agua, a la que el agua llega a través de la cascada, la poza tendrá unos 4 m de diámetro, y la luz desciende por las perforaciones de la cueva, dejando un paraje luminoso y fresco.
- Barrios históricos: una vez en la plaza, si accedes a la parte superior del pueblo (detrás de la Iglesia), emergen las serpenteantes e inclinadas calles, de origen árabe o mozárabe, dentro de las barrios llamados la Zacuca, el Portillo, el Mangarrón, el Rincón de Mosén y el Arrabal; Poseen forma irregular donde todavía persisten los callejones sin salida o adarves y pequeñas plazas donde seguramente se instalaban los comerciantes, siguiendo la tradición de estrechas calles y fachadas blancas, para protegerse del sol veraniego. En ellas hay fuentes públicas y abrevaderos donde bebían las caballerizas antiguamente. Destacan la fuente de la plaza y la fuente del Niñorro con la figura en piedra de un niño. Restaurado en 2008, se puede visitar un antiguo horno de grandes dimensiones rehabilitado y expuesto en un espacio público, aproximadamente a 100 m de la iglesia.
- Fuentes: si destaca el término de Tuéjar es por las numerosas fuentes naturales que se reparten por las diversa geografía del territorio, entre ellas comentamos algunas como la fuente de los Campillos, la fuente de Arquela, las fuentes del camino antiguo hacia Chelva, la fuente el Saz, la fuente de la Zazadilla y la fuente Cabera.
- Antiguo Olmo Centenario: tras la retirada del Olmo centenario situado en la entrada del pueblo, hoy se pueden visitar los restos en un pequeño parque público junto a la ermita de San Juan y Santa Lucía. Se puede apreciar su grueso tronco, raíces y ramas.
- Mirador del Castillo: Es conocido que el punto más alto del pueblo están los restos del antiguo castillo de Tuéjar, hoy apenas se encuentran algunos restos, pero bien es cierto que las vistas desde el emplazamiento son muy interesantes.

## Fiestas
- San Antonio Abad. La noche precedente al 17 de enero se tiene por costumbre encender grandes hogueras en varias calles del pueblo.
- Carnavales. En febrero se celebra un fin de semana de carnavales, se parte de la plaza mayor y se recorren los bares de la población con la banda de música pidiendo la tradicional botella.
- Los Mayos. Desde hace muchos años existe la costumbre de cantar los Mayos en Tuéjar la noche del 30 de abril.
- Fiestas Mayores de La Purísima. Cada cinco años, los acabados en 0 y en 5, se realizan las fiestas extraordinarias o mayores, llamadas "gordas", durante la semana del 15 de agosto y dedicadas a la Purísima. En ella destaca la Rodá de la bandera, que realizan tres festeros de ese año, cada día de la fiesta lo realiza uno, en ella la banda de música del pueblo, orquesta una pieza musical típica, y el festero al ritmo de la música realizará la actuación con la bandera en la plaza mayor.
- El Entramoro. Forma apocopada de "la entrada del moro", "el entramoro" es una representación teatral al aire libre, de carácter épico-religioso, dentro de una tradición cultural basada, en esos largos siglos de convivencia y lucha, entre dos comunidades de la España medieval y moderna: la musulmana y la cristiana. Se celebra durante las fiestas Gordas, que tienen lugar cada cinco años. El texto actual está compuesto por 1832 versos, la mayoría octosílabos.
- Fiestas patronales. Las fiestas de la Inmaculada Concepción se celebran el 8 de diciembre.
- Cortesías. Acto religioso realizado durante las fiestas de la Semana Santa, donde los Quintos e Hijas de María, decoran la plaza del pueblo y realizan las cortesías con una vela.

## Gastronomía
De entre los platos típicos de la localidad destacan: los gazpachos, los muégados, la olla, el morteruelo, carnes y embutidos del terreno. Destacando entre los embutidos autóctonos la morcilla de harina, también llamado Reloncho. En las diversas panaderías, destacan las tortas de jamón (sabor salado), y los rolletes (sabor dulce), tortas de azúcar.
El Matacerdo. En antaño, en las distintas familias ganaderas se hacía el Matacerdo, en él se realizaban múltiples embutidos caseros y jamones, las familias mataban y preparaban el cerdo, ayudadas por vecinos y familiares. Celebrándose como una fiesta familiar. Anecdóticamente, como tradición se guardaba el rabo del cerdo que asado al fuego de la chimenea se lo comían los niños de cada familia.